# Crinum crassicaule
Crinum crassicaule är en amaryllisväxtart som beskrevs av John Gilbert Baker. Crinum crassicaule ingår i släktet Crinum, och familjen amaryllisväxter. Inga underarter finns listade i Catalogue of Life.